# L'Enfer des femmes
Pour plus de détails, voir Fiche technique et Distribution.
L'Enfer des femmes (SS Lager 5 - L'inferno delle donne) est un drame érotique italien de type women in prison réalisé par Sergio Garrone et sorti en 1977.
Le film fut frappé d'interdiction totale d'exploitation en France en 1977.

## Synopsis
Les prisonnières d'un camp de concentration nazi sont victimes du sadisme sexuel des officiers et des expériences menées par des scientifiques fous.

## Fiche technique
- Titre français : L'Enfer des femmes ou Des roses pour le Führer[2]
- Titre original italien  : SS Lager 5 - L'inferno delle donne[3]
- Réalisateur : Sergio Garrone
- Scénario : Sergio Garrone, Vinicio Marinucci (it)
- Photographie : Maurizio Centini
- Montage : Cesare Bianchini
- Musique : Vasili Kojucharov (it), Roberto Pregadio
- Trucages : Carlo Renzini
- Société de production : Società Europea Films Internazionali Cinematografica
- Pays de production :  Italie
- Langue originale : italien
- Format : Couleur par Telecolor - 1,85:1 - Son mono - 35 mm
- Durée : 92 minutes
- Genre : Drame érotique, women in prison
- Dates de sortie :
  - Italie : 11 janvier 1977
  - France : 9 juillet 1980

## Distribution
- Paola Corazzi (it) : Edith
- Rita Manna : Alina
- Giorgio Cerioni : Col. Strasser
- Serafino Profumo : Lt. Hans
- Attilio Dottesio : Dr. Abraham
- Patrizia Melega : Greta
- Paola D'Egidio : Deborah
- Vincenzo Amici :
- Paola Lelio : Magda
- Mariella Furgiuele :
- Agnes Kalpagos : Elena (non créditée)